# Řetězový zlomek
Řetězový zlomek je výraz typu
{\displaystyle a_{0}\,,\,a_{0}+{\cfrac {1}{a_{1}}}\,,\,a_{0}+{\cfrac {1}{a_{1}+{\cfrac {1}{a_{2}}}}}\,,\,a_{0}+{\cfrac {1}{a_{1}+{\cfrac {1}{a_{2}+{\cfrac {1}{a_{3}}}}}}}\,,\,a_{0}+{\cfrac {1}{a_{1}+{\cfrac {1}{a_{2}+{\cfrac {1}{a_{3}+{\cfrac {1}{a_{4}}}}}}}}}\,,\;\ldots ,}
kde a₀ je celé číslo a čísla ai jsou kladná přirozená čísla. Pokud je dána pouze konečná posloupnost (a0, a1, a2,...), pak jde o konečný řetězový zlomek, pokud je tato posloupnost nekonečná, pak se jedná o nekonečný řetězový zlomek, který bývá také značen:
{\displaystyle a_{0}+{\cfrac {1}{a_{1}+{\cfrac {1}{a_{2}+{\cfrac {1}{a_{3}+{\cfrac {1}{a_{4}+\ddots }}}}}}}}.}
Často se řetězový zlomek zapisuje jen posloupností koeficientů: {\displaystyle x=[a_{0};a_{1},a_{2},a_{3},...]}.

## Příklad
Eulerovo číslo lze zapsat následujícím nekonečným řetězovým zlomkem, kde platí pravidlo: {\displaystyle a_{0}=2,a_{3n-1}=2n,a_{3n}=a_{3n+1}=1}.
{\displaystyle e=2+{\cfrac {1}{1+{\cfrac {1}{2+{\cfrac {1}{1+{\cfrac {1}{1+{\cfrac {1}{4+{\cfrac {1}{1+{\cfrac {1}{1+{\cfrac {1}{6+{\cfrac {1}{1+\ddots }}}}}}}}}}}}}}}}}}},

## Využití
Nekonečný řetězový zlomek může reprezentovat iracionální číslo způsobem, který je nezávislý na volbě číselné soustavy, což ho dělá v tomto smyslu matematicky přirozenějším, než je například desetinný zápis. Některá známá iracionální čísla mají rozvoj řetězového zlomku daný jednoduchým pravidlem, přestože jejich desetinný rozvoj je neperiodický, např. zlatý řez má rozvoj tvořený samými jedničkami.
Příkladem využití řetězových zlomků je úloha nalezení základního řešení Pellovy rovnice.

## Vlastnosti
Konečný řetězový zlomek mají právě racionální čísla. Periodický řetězový zlomek mají právě druhé odmocniny z racionálních čísel.